# Sami Toivonen
Sami Toivonen, född 1971 i Raumo i Finland, är en finländsk illustratör, barnförfattare och serietecknare.
Sami Toivonen började teckna serier på 1980-talet och fick Finlands Kritikerförbunds pris "Kritikens Sporrar" 1989. Han tog examen som grafisk formgivare på Lahden Muotoiluinstituutti ("Lahtis Designskola") 1994 och blev frilansare 1996. 
Han har tillsammans med sin maka Aino Havukainen illustrerat serieböckerna om "Risto Rappare", som skrivits av bland andra systrarna Sinikka Nopola och Tiina Nopola.
Aino  Havukainen och Sami Toivonen har tillsammans bland annat gjort barnböckerna om "Sixten & Blixten" sedan 2003, av vilka särskilt Det här är Finland från 2007 blivit uppskattad och fick Finlandiapriset för barn- och ungdomslitteratur 2007. 
Han är gift med Aino Havukainen. De bor i barnboksförfattaren och serietecknaren Mauri Kunnas tidigare barndomshem och har två döttrar.